# Exechiopsis palettata
Exechiopsis palettata är en tvåvingeart som beskrevs av Burghele 1965. Exechiopsis palettata ingår i släktet Exechiopsis och familjen svampmyggor. Inga underarter finns listade i Catalogue of Life.